# 船場汁
船場汁（せんばじる）は、大阪の問屋街である船場で生まれた料理。船場煮とも。

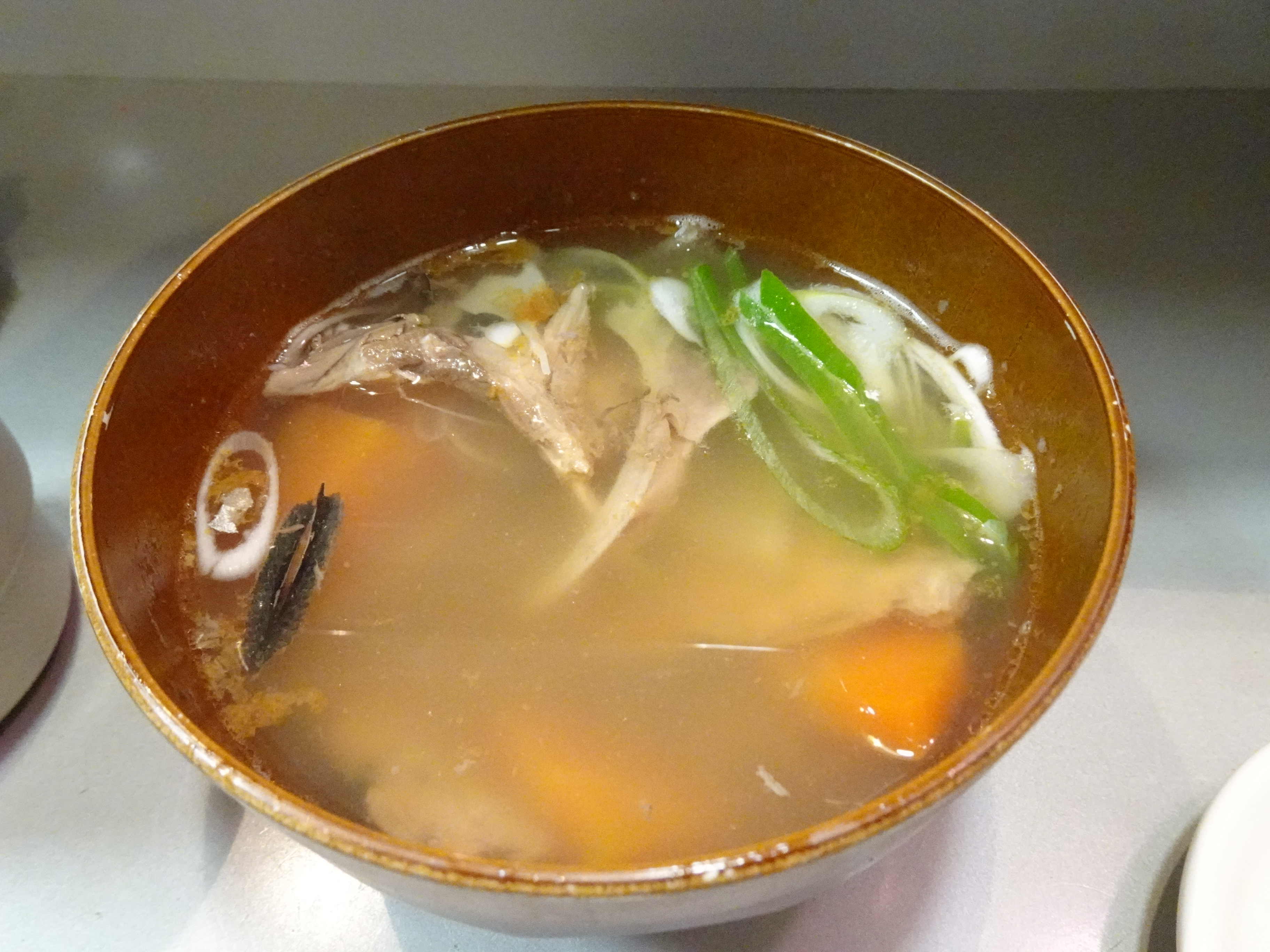
船場汁

塩サバなどの魚類とダイコンなどの野菜類を煮込んで作る具沢山の汁。
塩サバの身、頭、中骨などを切り、ダイコンとコンブをいれて水から煮る。アラが肝要で切り身だけでは味が出ない。
具が煮えたら醤油で味を整える。薬味としてネギを入れる場合もある。本来はコショウを振る。おろし生姜もサバの臭みをとり冬季には身体が温まってよいものである。

元は塩サバのあらを使い、その塩気とだしをそのまま味わっていたが、近年では新鮮なサバの切身で代用したり、仕上げに酢や醤油などを加えたりすることも多い。
頭や中骨などのアラまで余さず使いムダがないこと、単価が安いこと、時間をかけずに食べられ、体が温まることなどから、忙しい問屋街で重宝され、発達、定着した。現在も日常食として家庭で食べられているほか、市中の定食屋などで提供されている。サバが旬を迎える秋や、温かい汁物が恋しくなる冬に好んで食される。